# The Colbert Report
The Colbert Report /ðə ˈkoʊlbəɹt ɹɪˈpɔɹt/ est une émission de télévision satirique américaine du type late-night show, diffusée quatre jours par semaine entre 2005 et 2014 sur Comedy Central et présentée par l'humoriste Stephen Colbert.
Considérée comme une série dérivée et homologue du Daily Show avec Jon Stewart où Colbert a officié pendant plusieurs années, The Colbert Report parodie les émissions de commentateurs politiques de la droite américaine, comme celles de Bill O'Reilly, Joe Scarborough, Sean Hannity ou Glenn Beck sur la chaîne Fox News. L'émission propose les opinions obtuses et controversées d'un personnage d'animateur de télévision arrogant et néo-conservateur, qui porte le même nom que son interprète. Décrit comme « un imbécile bien intentionné mais mal informé », le protagoniste de l'émission est une parodie de certains commentateurs politiques de la télévision américaine. Créé par Colbert, Jon Stewart, Ben Karlin et Joe Antonetti, The Colbert Report est une émission scénarisée mais dont le principe repose sur l'improvisation de son présentateur, notamment au cours des interviews. Elle aborde les événements récents par le biais de l'humour pour en démontrer les failles et les aberrations.
Le Report a remporté de nombreuses récompenses, notamment six Emmy Awards et deux prestigieux Peabody Awards. De plus, il a un impact culturel important aux États-Unis, ainsi qu'un certain rayonnement international ; il a reçu une couverture médiatique considérable depuis ses débuts en 2005, et s'est rapidement imposé comme le programme le plus regardé de la chaîne Comedy Central. Stephen Colbert a été reconnu comme l'une des cent personnes les plus influentes du monde par le Time en 2006 et 2012, et il profite de la popularité de l'émission pour intervenir dans d'autres contextes, en s'invitant par exemple dans la vie politique américaine en tant que candidat aux élections présidentielles de 2008 et 2012, ou au cours de sa prestation controversée au dîner des correspondants de la Maison Blanche en 2006.
Diffusée à partir du 17 octobre 2005, l'émission compte 1 447 épisodes et s'est terminée le 18 décembre 2014, Colbert ayant été désigné pour remplacer David Letterman sur The Late Show de CBS à partir de septembre 2015.

## Description
The Colbert Report satirise les programmes télévisés politiques portés par la figure centrale de leurs hôtes respectifs, explorant la question de l'« information personne-dépendante. » Il s'articule autour de son présentateur fictif nommé Stephen Colbert, homonyme de son interprète. Le personnage est une version améliorée et encore plus obtuse de celui qui apparaissait dans The Dana Carvey Show en 1996 et dans The Daily Show de 1997 à 2005. Après que Jon Stewart a remplacé Craig Kilborn en 1999, le Daily Show a développé un style quelque peu différent, plus orienté politiquement et également plus humoristique. Stewart a alors demandé à Colbert (et à son personnage) d'avoir une opinion politique et de l'affirmer, et de permettre à sa passion pour tel ou tel sujet de transparaître à travers la comédie.
Colbert est devenu, notamment après la couverture de l'élection présidentielle de 2000 dans le segment Indecision, un correspondant fixe du Daily Show, présentant occasionnellement l'émission en l'absence de Stewart. En 2003, l'émission lance un segment intitulé The Colbert Réport, avec Colbert dans le rôle parodique d'un commentateur politique du câble. En 2004, après le départ d'un autre correspondant de l'émission, Steve Carell, la chaîne Comedy Central, poussée par Stewart, propose à Colbert d'animer son propre talk show et il signe un contrat d'essai de huit semaines. Mais devant le succès immédiat de l'émission, elle est rapidement renouvelée pour un an, faisant du Colbert Report un « show incontournable de la programmation de fin de soirée à la télévision américaine. »
L'émission consiste en l'évocation d'un ou plusieurs sujets d'actualité, abordés avec humour par le présentateur Stephen Colbert sous un angle égocentrique et partisan, en opposition avec les pratiques journalistiques habituelles de neutralité médiatique, parodiant ainsi les commentateurs de droite. Ceux-ci animent des programmes d'information, souvent sur les chaînes du câble ou les chaînes d'information continue, où ils vont aborder un sujet et donner leur opinion. La chaîne Fox News est l'une des cibles favorites du Colbert Report et du Daily Show, diffusant les émissions de Bill O'Reilly (The O'Reilly Factor), Sean Hannity (Hannity (en)), Glenn Beck (Glenn Beck Program (en) Glenn Beck Radio Program (en) TheBlaze (en) ouvrages), etc. Ainsi, Colbert traite son sujet d'un point de vue volontairement exagéré, caricatural et souvent absurde, mettant ainsi en lumière les aberrations et les contradictions de ces commentateurs. Dans le premier épisode du Colbert Report le 17 octobre 2005, Colbert déclare que la nation se divise en deux groupes : « ceux qui réfléchissent avec leur tête, et ceux qui savent avec le cœur » – concept résumé sous le néologisme « truthiness » ; il se désigne immédiatement comme l'un de ces derniers, et loue l'ancien président George W. Bush pour sa tendance à prendre des décisions sans réfléchir.
Le personnage central, bien que par nature égocentrique, républicain, conservateur, anti-intellectuel et patriotique jusqu'au fanatisme, s'est édulcoré au cours du temps, son interprète estimant qu'il pourrait éventuellement finir par s'en détacher et faire autre chose. En avril 2014, Colbert annonce qu'il remplacerait David Letterman pour animer The Late Show sur CBS en 2015, entraînant l'annulation du Colbert Report en décembre 2014,,. L'émission sera remplacée sur Comedy Central par The Nightly Show with Larry Wilmore (en), Wilmore étant lui aussi un ancien correspondant du Daily Show.

## Production

### Développement
The Daily Show est un late-night show diffusé pour la première fois en juillet 1996. À l'origine présenté par Craig Kilborn (en), il est animé depuis 1998 par Jon Stewart et prend la forme d'une parodie de journal télévisé ciblant principalement l'actualité et ses acteurs, ainsi que ceux qui les traitent habituellement, et principalement les chaînes d'information en continu comme Fox News, CNN et MSNBC.
Le personnage Stephen Colbert, a fait sa première apparence dans l'émission de sketchs The Dana Carvey Show en 1996, alors décrit comme « un reporter suffisant en trench-coat envoyé enquêter sur des nouvelles, se comportant comme si sa seule présence était en vérité le véritable scoop,. » Après l'annulation de l'émission, Colbert est engagé par The Daily Show, où, lorsque les scénaristes sont à court d'idées, un bref numéro est diffusé, mettant en scène Colbert dans ce qui était alors appelé The Colbert Réport. Dans ces sketchs, Colbert a commencé à développer son personnage en parodiant les commentateurs des chaînes d'information. En dehors du Colbert Réport, Colbert participe à divers segments récurrents sous les traits de son persona, notamment Even Stepvhen avec son camarade Steve Carrell, dont la confrontation se terminait souvent par des injures de part et d'autre. Les producteurs ont rapidement remarqué le potentiel de Colbert et Carrell, et lorsque Carrell quitte l'émission en 2004 pour jouer le rôle principal dans l'adaptation américaine de The Office, Comedy Central décide de tout faire pour garder Colbert sur la chaîne.
En 2005, Jon Stewart et Ben Karlin (en), producteurs délégués du Daily Show étaient alors à la recherche d'une nouvelle émission de la franchise du Daily Show et, par-là même, leur société de production, Busboy. Le duo a l'idée de créer The Colbert Report après avoir été témoin de la couverture médiatique de la plainte pour harcèlement sexuel déposée contre Bill O'Reilly. Colbert rencontre le président de Comedy Central, Doug Herzog, le lendemain de la cérémonie des Emmy Awards afin de discuter du concept de la future émission. Celui-ci est décrit par Colbert, Karlin et Stewart simplement comme « notre version de The O'Reilly Factor avec Stephen Colbert, » ; Herzog accepte de diffuser l'émission pour un essai de huit semaines sans créer de pilote.
Au moment de l'élection présidentielle de 2004, le personnage était complètement développé. Créé pour être à la fois insupportable mais divertissant, Colbert insiste cependant pour que son personnage ne soit pas un « asshole », à quoi Stewart répond « tu n'est pas un connard, tu es un idiot. C'est bien différent, ! » Allison Silverman, la scénariste principale (et productrice déléguée) a par la suite confirmé ce trait de caractère, expliquant qu'« il y a une certaine innocence en lui,. » Initialement, Colbert estimait que le personnage ne pourrait pas être durable et crédible dans un format plus long que les quatre à cinq minutes des sketchs du Daily Show. Cependant, The Colbert Report est conçu pour être une extension de la satire du Daily Show, l'associant à la bêtise et à la loufoquerie générale et à l'humour de son personnage principal. Afin de s'assurer que les sujets des deux émissions ne se recoupent pas, Karlin a alterné les allers-retours entre les deux studios afin d'en superviser les scripts. Pendant les premières années de la diffusion, Colbert apparaissait à la fin de chaque épisode du Daily Show dans un split-screen, où il avait une courte discussion avec Stewart avant son émission,.
The Colbert Report débute le 17 octobre 2005, après quatre clips promotionnels diffusés dans les jours qui précèdent sur The Daily Show. Le 2 novembre, devant la forte audience des deux premières semaines, la chaîne et Colbert annoncent qu'ils ont signé un contrat additionnel d'un an, au moins jusqu'à la fin de l'année 2006.

### Tournage

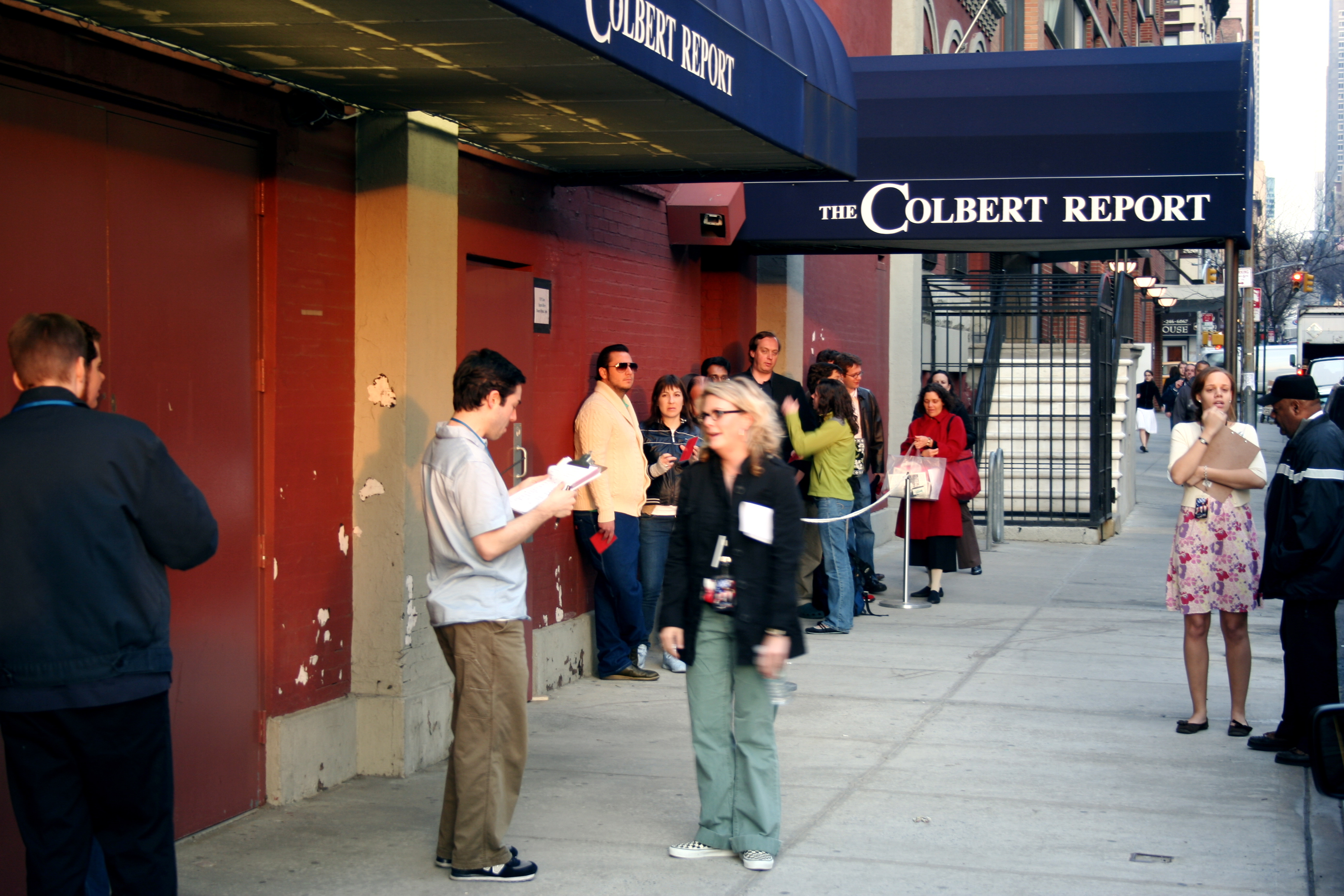
Extérieur du studio

Le studio dans lequel est tourné The Colbert Report est l'ancien studio du Daily Show de Jon Stewart, utilisé jusqu'en juillet 2005. Il se situe au 513 W. de la 54e rue, dans le quartier de Hell's Kitchen à New York. The Daily Show est tourné deux blocs plus loin, sur la 52e rue.
Le studio du Colbert Report est surnommé « le nid de l'aigle » (Eagle's Nest) et il est censé représenter l'attitude égocentrique de Colbert. Le plateau se compose de deux parties : le bureau, en forme de C (comme Colbert), duquel Colbert présente la majorité de son programme, et l'espace consacré aux invités.
Colbert s'adresse à Jim s'il veut changer de plan de caméra, ou changer les images affichées, ou bien déclencher des effets spéciaux.

## Format

### Introduction et monologue
Habituellement, Colbert commence l'émission avec une courte introduction présentant le « plan » de l'épisode, à savoir les principaux sujets traités et le nom de l'invité – chaque titre étant énoncé sous forme de jeu de mots. La présentation est immédiatement suivie par une phrase introductive métaphorique et promotionnelle de l'émission qui finit presque toujours par « This is the Colbert Report! » (« Voici le Colbert Report ! »).
Le générique de l'émission est ensuite diffusé (il commence l'épisode lorsque Colbert ne fait pas d'introduction). Il consiste en l'apparition d'un aigle qui fond sur le présentateur, suivie par diverses images symboliques de l'en:Americana et une série de mots superlatifs décrivant Colbert (« Courageous », « Powerfull », « Honorable », « Influential », « Bold »…). Certains sont tirés ou ont été utilisés dans le segment The Wørd), comme « Megamerican », « Lincolnish », « Superstantial », « Flagaphile » et « Factose Intolerant » ; d'autres ont simplement un sens pseudo-représentatif de la grandeur américaine, comme « Patriot », « National Treasure », « Star-spangled », « All-beef », « Kingmaker », « Chiseled », « Constitutionnal », etc. Des mots sont parfois rajoutés occasionnellement pour célébrer un évènement particulier.
La séquence se termine lorsque l'aigle descend en piqué et en criant vers le plateau. L'indicatif musical est celle de la musique Baby Mumbles de Cheap Trick. Colbert enchaîne avec son monologue qui dure habituellement une dizaine de minutes. Il y énumère les principales nouvelles de la journée ou de la semaine, en parodiant les bulletins d'information traditionnels de façon similaire au Daily Show, mais dans la peau d'un faux présentateur de droite. Il s'axe alors sur deux ou trois sujets principaux qu'il va développer, et qui vont parfois mener à un segment récurrent. L'information est traitée de façon faussement sérieuse, utilisant essentiellement le second degré et l'antiphrase ou l'ironie pour démontrer l'absurdité du point de vue de Colbert (et par là-même, celui des vrais présentateurs situés à droite). Le monologue s'accompagne d'extraits de reportages ou d'émissions de débats, principalement tirés de l'une des chaînes-cibles du Cobert Report (et du Daily Show) : Fox News, CNN ou MSNBC.

### Segment récurrent
Au début de la diffusion de l'émission, le segment de référence était The Wørd, qui juxtapose au propos de Colbert un commentaire satirique affiché à droite de l'écran, une parodie du segment Talking Points Memo de l'émission-cible de Colbert, The O'Reilly Factor. Depuis 2005, une trentaine de segments récurrents ont été annoncés. Ils se présentent la plupart du temps sous la forme d'un sketch ou d'une présentation visuelle au cours de laquelle Colbert développe son point de vue, chaque segment étant introduit selon un thème précis. Il lui arrive également d'interviewer un expert (réel ou fictif) ou un membre de son équipe.
Dans le segment Better Know a District (« Mieux connaître une circonscription »), Colbert interviewe un député (US Representative) au cours d'une série en 435 épisodes (le nombre de districts congressionnels aux États-Unis). Les questions de Colbert sont souvent décalées et impertinentes. La plupart des invités sont Démocrates, et, dans son rôle de « commentateur républicain arrogant », il leur pose à répétition des questions comme « George W. Bush est-il un grand président, ou le plus grand président? »
Les segments sont regroupés par thèmes : la politique (Indecision, Democralypse Now!, etc.), la médecine (Cheating Death with Dr. Stephen T. Colbert, D.F.A.), la religion (Yahweh or No Way), le cinéma (Movies That Are Destroying America), la justice (Nailed 'Em), le sport (Stephen Colbert's Sport Report), l'éducation (Stephen Colbert's Balls for Kidz), la science (Stephen Hawking is Such an A-Hole), ou des thèmes plus ou moins saugrenus, comme ThreatDown (les plus grandes menaces contre l'Amérique), Who's Honoring Me Now? (les distinctions reçues par Colbert), The Craziest F#?king Thing I've Ever Heard ou The DaColbert Code (des informations « bizarres » ou mystérieuses), The Enemy Within (les extra-terrestres sont parmi nous), Tip of the Hat/Wag of the Finger (les news people), etc.

### Interviews
La troisième partie de l'émission consiste en une interview avec un ou plusieurs invités, en général une célébrité en promotion, un auteur ou un officiel du gouvernement. Contrairement au Daily Show, l'interview est conduite à une autre table du studio, où Colbert court rejoindre l'invité, parfois en s'arrêtant faire des high five au premier rang du public. Lorsque l'invité est un chanteur ou un musicien, celui-ci interprète souvent un morceau immédiatement après la fin de l'interview.
Par la suite, Colbert s'adresse au public en concluant généralement par « That's it for the report everybody, good night » (« C'est fini pour aujourd'hui, bonne nuit à tous. »)

## Diffusion internationale
Hors des États-Unis, The Colbert Report est diffusé au Canada sur The Comedy Network, en Australie sur The Comedy Channel (en), en Nouvelle-Zélande sur Comedy Central (en). L'émission était diffusée sur Fox jusqu'en 2009.
Certains pays diffusent une version spéciale intitulée The Colbert Report Global Edition (à l'instar de la Global Edition du Daily Show) qui propose un résumé des meilleurs moments de la semaine, introduit spécialement par Colbert.
L'intégralité des épisodes était disponible en ligne sur le site officiel "colbernation.com" (sur la plateforme de Comedy Central) ; ils étaient consultables depuis n'importe où dans le monde, jusqu'à ce qu'ils ne soient plus disponibles qu'au public Américain depuis le premier trimestre de 2014.

## Produits dérivés

### Livres
- 2007 : Stephen Colbert et al., I Am America (And So Can You!), Grand Central Publishing, 2007, 230 p. (ISBN 978-0-446-58050-2 et 0-446-58050-3, LCCN 2007931321)
- 2012 : Stephen Colbert et al. (ill. Paul Hildebrand), I Am A Pole (And So Can You!), Grand Central Publishing, 2012, 32 p. (ISBN 978-1-4555-2342-9 et 1-4555-2342-9, LCCN 2011277825)
- 2012 : Stephen Colbert et al., America Again: Re-becoming the Greatness We Never Weren't, Grand Central Publishing, 2012, 240 p. (ISBN 978-0-446-58397-8 et 0-446-58397-9, LCCN 2012289147)

### DVD
- 2007 : The Best of The Colbert Report (en)
- 2008 : A Colbert Christmas: The Greatest Gift of All!

### Albums
- 2011 : Stephen, Stephen (en) (single de The Apples in Stereo)
- 2007 : I Am America (And So Can You!) (livre audio « hurlé » par son auteur)
- 2008 : A Colbert Christmas: The Greatest Gift of All! (album en mp3 sur iTunes avec Feist, John Legend, Willie Nelson, Toby Keith, Jon Stewart, Elvis Costello et Colbert)
- 2011 : Charlene II (I'm Over You) (single en vinyle 17 cm de The Black Belles (en) et Colbert)
- 2012 : I Am a Pole (And So Can You!) (livre audio narré par son auteur)
- 2012 : America Again: Re-becoming The Greatness We Never Weren't (livre audio narré par son auteur)